# Lijst Pim Fortuyn
De Lijst Pim Fortuyn, afgekort als LPF en officieel Politieke Vereniging "Lijst Pim Fortuyn", was een politieke partij in Nederland. Als landelijke partij heeft de LPF bestaan in de periode van 2002 tot en met 2007.
De LPF werd in februari 2002 door Pim Fortuyn opgericht, nadat die door Leefbaar Nederland was ontslagen. De partij deed voor het eerst mee aan de Tweede Kamerverkiezingen op 15 mei 2002, negen dagen na de moord op Fortuyn. Ze behaalde meteen 26 zetels, een nog nooit eerder vertoond resultaat voor een nieuwe Nederlandse partij. Ook bijzonder is dat meteen regeringsdeelname volgde op deze eerste verkiezingen: in het kabinet-Balkenende I, een coalitie met het CDA en de VVD, verkreeg de LPF vier ministersposten en vijf staatssecretariaten. LPF-minister van Volksgezondheid, Welzijn en Sport, Eduard Bomhoff, werd vicepremier. Vanwege interne perikelen in de LPF viel het kabinet echter al na enkele maanden. Verschillende Kamerleden verlieten de LPF-fractie. Door een intensieve campagne haalde de LPF bij de Tweede Kamerverkiezingen van 2003 toch nog acht zetels, maar regeringsdeelname zat er niet in. Opnieuw viel de fractie door interne perikelen uit elkaar; bij de Tweede Kamerverkiezingen van 2006 haalde de partij, die toen de naam Lijst Vijf Fortuyn gebruikte, geen zetels meer, net zomin als de twee afsplitsingen die meededen, EénNL (met Joost Eerdmans) en de Partij voor Nederland (met Hilbrand Nawijn).
Sinds 30 november 2006 is de partij niet meer vertegenwoordigd in de Tweede Kamer en sinds juni 2007 niet meer in de Eerste Kamer. De landelijke Lijst Pim Fortuyn werd op 1 januari 2008 opgeheven, al hebben de verschillende gemeenteraadsfracties nadien hun termijn wel onder deze naam afgemaakt of voortgezet. In Eindhoven kon men bij de gemeenteraadsverkiezingen van 2010, 2014 en 2018 op de partij stemmen, en in Breda verscheen de LPF - met lijstduwer Peter Langendam - in 2022 op de kieslijst.
De jongerenorganisatie van de LPF heette de Jonge Fortuynisten. Het wetenschappelijk bureau was de Prof. dr. W.S.P. Fortuyn Stichting. De LPF werd door haar optreden nogal eens getypeerd als een rechts populistische partij.

## Historie

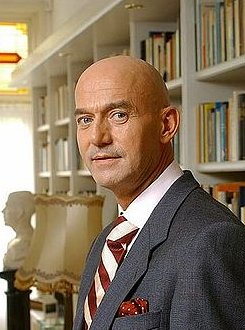
Pim Fortuyn

### Oprichting
De LPF werd opgericht op 14 februari 2002, vier dagen na het ontslag van de Rotterdamse publicist en gewezen hoogleraar Pim Fortuyn als lijsttrekker van Leefbaar Nederland.
Pim Fortuyn werd ontslagen naar aanleiding van een interview dat op 9 februari 2002 in de Volkskrant verscheen. Daarin beweerde hij, niet voor het eerst, dat Nederland 'vol' zou zijn. Toen de interviewer hem erop wees dat hij die woorden van het bestuur van Leefbaar Nederland niet meer mocht gebruiken, zei hij: "Nou, daar moest ik me maar eens niet zoveel meer van aantrekken." In hetzelfde interview uitte hij het voornemen om "dat rare Grondwetsartikel: gij zult niet discrimineren" af te schaffen. Eerdere uitspraken ("Nederland is vol", "Ik vind de islam een achterlijke cultuur") waren door het partijbestuur van Leefbaar Nederland al kritisch ontvangen. Het interview in de Volkskrant was kennelijk de druppel die de emmer deed overlopen.
In zeer korte tijd werden dertig mensen aangeworven voor de nieuwe partij van Fortuyn, waarvan hijzelf de lijsttrekker en personificatie was.
Mat Herben werd woordvoerder en later de eerste fractievoorzitter. Tweede op de Lijst Pim Fortuyn (intussen afgekort tot LPF) stond de van oorsprong Kaapverdiaan João Varela. Als derde, en een van de weinige met politieke ervaring, Jim Janssen van Raaij, oud-Europarlementariër voor het CDA. Ook oud-hoofdredacteur van Elsevier Ferry Hoogendijk was hoog op de lijst te vinden. Lager op de lijst stonden ex-damkampioen Harm Wiersma, spreekbuis van de varkenshouders Wien van den Brink, en woordvoerster van het Centraal Bureau Levensmiddelenhandel Winny de Jong. Al deze personen werden op 21 maart 2002 gepresenteerd aan de media door Fortuyn.
Vanaf het begin werd de LPF gefinancierd door mensen uit de vastgoedsector.

### Politieke moord en de periode erna
Op 6 mei 2002 werd Pim Fortuyn door Volkert van der Graaf vermoord op het mediapark te Hilversum. De kieswet maakte het onmogelijk de lijst nog aan te passen zodat de partij tot aan de verkiezingen, 9 dagen later, door ging met Fortuyn als postume lijsttrekker. Tijdens de verkiezing stemden 1.614.801 mensen voor de LPF waaronder ruim 1,1 miljoen voorkeurstemmen voor Pim Fortuyn, met wat door sommigen een condoleance-stem genoemd werd. Dit leverde 26 zetels in de Tweede Kamer der Staten-Generaal op voor de Lijst Pim Fortuyn.
Op 16 mei 2002 werd Mat Herben tot fractievoorzitter verkozen en als vicevoorzitters
João Varela en Ferry Hoogendijk.
De toenmalige partijvoorzitter was Peter Langendam, die samen met John Dost het partijbestuur vormde en kantoor hield in de Spaanse kubus te Rotterdam. Zij stonden voor de zware taak om de partijorganisatie vorm te geven.
In juni 2002 erkende het partijbestuur de Jonge Fortuynisten als zijn jongerenorganisatie.

### Regeringsdeelname kabinet-Balkenende I
Na de verkiezingen nam de LPF deel aan de formatiebesprekingen van het centrumrechtse kabinet-Balkenende I van VVD, CDA en LPF. Herben voerde namens de LPF de formatiegesprekken. Op 22 juli werd het kabinet beëdigd. De LPF leverde vier ministers en vijf staatssecretarissen. Volgens toenmalig LPF-leider Mat Herben heeft de LPF aan Ahmed Aboutaleb de portefeuille van Emancipatie en Gezinszaken aangeboden. Aboutaleb ging echter niet op het aanbod in. De functie ging vervolgens naar Philomena Bijlhout - zij moest echter al na enkele uren aftreden wegens het verstrekken van onjuiste informatie over haar deelname aan de burgermilities in Suriname. Ze werd opgevolgd door Khee Liang Phoa.
Na een periode van interne onrust in de partij nam Mat Herben begin augustus ontslag als fractievoorzitter. Hij werd opgevolgd door de politiek onervaren zakenman Harry Wijnschenk.
De interne onrust werd echter steeds erger. Wijnschenk werd dictatoriaal gedrag verweten door andere fractieleden, wat uiteindelijk leidde tot het vertrek van twee fractieleden, Winny de Jong en Cor Eberhard, als Groep-De Jong, terwijl de LPF-ministers Bomhoff en Herman Heinsbroek (Economische Zaken) op het persoonlijke vlak elkaar absoluut niet lagen en vaak ruzie hadden. Ook tussen bestuur en fractie waren er voortdurend wrijvingen. Peilingen wezen uit dat de aanhang van de partij in sneltreinvaart slonk.
Op 16 oktober besloot de fractie knopen door te hakken. Wijnschenk werd afgezet als fractievoorzitter; Mat Herben werd (ad interim) opnieuw fractievoorzitter, terwijl de beide ruziënde ministers ontslag namen en er nieuwe kandidaten werden gezocht om hun functies over te nemen. De coalitiepartners CDA en VVD waren echter het geruzie in de Lijst Pim Fortuyn beu, hadden geen hoop meer dat deze wijzigingen voldoende rust in de tent zouden brengen, en zeiden diezelfde dag nog het vertrouwen in het kabinet op. Volgens CDA-fractievoorzitter Maxime Verhagen was de melding door toenmalig fractievoorzitter Harry Wijnschenk dat hij door een collega-LPF Kamerlid bedreigd was met een pistool de directe aanleiding. Die avond nog diende premier Balkenende bij de koningin het ontslag in van het voltallige kabinet. Dit staat wel bekend als de LPF-crisis.
Het kabinet-Balkenende I bleef nog tot mei 2003 demissionair in functie, dit vanwege de moeizame formatiebesprekingen na de verkiezingen in januari.

### Oppositiepartij
Onder lijsttrekker Mat Herben gingen op 22 januari 2003 de meeste van de eerder behaalde 26 zetels verloren: de partij keerde met acht zetels in de Tweede Kamer terug. In het nieuwe kabinet-Balkenende II keerde de Lijst Pim Fortuyn niet terug als regeringspartij en moest vanuit de kamerbankjes oppositie gaan voeren.
Bij de Provinciale Statenverkiezingen in maart 2003 wist de Lijst Pim Fortuyn in elf provincies in totaal 17 Statenzetels te behalen. Hierdoor verwierf de Lijst Pim Fortuyn ook één zetel in de Eerste Kamer der Staten-Generaal, die ingenomen werd door oud-staatssecretaris Rob Hessing. Bij tussentijdse gemeenteraadsverkiezingen behaalde de partij gemeenteraadszetels in Zwijndrecht, Terneuzen en het Westland. Bij de verkiezingen voor het Europees Parlement in juni 2004, wist de partij geen zetels te behalen.
Na een nieuwe periode van bestuurlijke en financiële onrust besloot de Tweede Kamerfractie, op Wien van den Brink na, op 24 augustus 2004 om de partij te verlaten en het partijlidmaatschap op te zeggen. De reden voor dit besluit waren de chaos en de onrust binnen de partij. Deze fractie is de naam Lijst Pim Fortuyn blijven gebruiken voor haar activiteiten, hetgeen is toegestaan volgens het reglement van orde van de Tweede Kamer. Om de financiële problemen op te lossen is in augustus 2004 het faillissement van de partij aangevraagd, dit werd door de rechtbank echter afgewezen.
In de loop van 2005 wist een nieuw verkozen partijbestuur de interne onrust weg te werken en de partijorganisatie op orde te brengen. Om deze reden meldden een aantal leden van de LPF-Tweede Kamerfractie zich opnieuw aan als lid van de partij. In de fractie deed Mat Herben een stapje terug en droeg het fractievoorzitterschap over aan Gerard van As.

### Wetenschappelijk bureau
In september 2003 werd het wetenschappelijk bureau van de partij opgericht en dat kreeg de naam Prof. dr. W.S.P. Fortuyn Stichting. Het bureau stond onder leiding van professor Bert Snel en verzorgde onder andere cursussen voor het partijkader en organiseerde congressen. Daarnaast bracht het wetenschappelijk bureau een tijdschrift uit onder de naam 'De Vernieuwing'.

### Splitsingen
Na een ontmoeting met Filip Dewinter van de Vlaamse partij Vlaams Belang, die op 21 juni 2005 plaatsvond in Palazzo di Pietro, het voormalige huis van Pim Fortuyn, trad Hilbrand Nawijn uit de Tweede Kamerfractie van de LPF en ging hij verder als Groep-Nawijn. Nawijn kondigde aan een nieuwe landelijke partij op te zullen richten, die inhoudelijk dicht bij de ideeën van het Vlaams Belang zou komen te staan.
In juli 2006 besloot Margot Kraneveldt per direct de Kamer en de LPF te verlaten. De reden hiervoor was dat ze zich bij de PvdA had aangesloten. Op de PvdA-kandidatenlijst stond ze op nummer 36. Haar opvolgster, Gonny van Oudenallen, was ongewenst in de LPF-fractie en besloot direct na installatie als onafhankelijk Kamerlid te opereren.
In augustus 2006 verliet Gerard van As de fractie, om zich aan te sluiten bij de Groep-Nawijn, die aan de verkiezingen zou deelnemen onder de naam Partij voor Nederland. Op 12 september verliet Van As de politiek met onmiddellijke ingang. Hij werd opgevolgd door Olaf Stuger, 10e op de kandidatenlijst uit 2003 en op dat moment beoogd lijsttrekker voor de Tweede Kamerverkiezingen 2006. Amper een week na het vertrek van Van As werd Joost Eerdmans uit de fractie gezet, omdat duidelijk werd dat hij mee ging doen met Marco Pastors' partij EénNL. Deze vormde vervolgens met ex-VVD'er Anton van Schijndel de Groep Eerdmans-Van Schijndel.
In augustus 2006 werd Mat Herben, na het vertrek van Van As, wederom gekozen tot fractievoorzitter van de Lijst Pim Fortuyn. Het aantal zetels in de prognose voor de verkiezingen was onder Gerard van As gedaald tot nul.
De vele ruzies in de LPF leidden tot een nieuwe uitdrukking in de Nederlandse taal: "LPF-achtige toestanden".

### Gemeenten
In maart 2006 deed de Lijst Pim Fortuyn voor het eerst op landelijke schaal mee aan de gemeenteraadsverkiezingen. In verband met gemeentelijke herindelingen slaagde de partij er in november 2003 al in om in de gemeente Westland vier van de 37 raadszetels te winnen. In elf Nederlandse gemeenten dong de partij mee naar de voorkeur van de kiezer. In ruim de helft van de gevallen slaagde de Lijst Pim Fortuyn erin om daadwerkelijk in de raad te komen. Grootste winnaars waren de LPF-lijsten in de gemeenten Westland met vijf zetels en Spijkenisse met twee raadszetels. Afdelingen die één zetel wisten te bemachtigen waren die in de gemeenten Den Haag, Duiven en Eindhoven. Op 18 april 2006 leverde de afdeling Westland de eerste LPF-wethouder, Ben van der Stee. Hij kreeg de portefeuille Onderwijs, Jeugd- en jongerenwerk, Kinderopvang, Sport, Personeel & organisatie en Facilitaire zaken.

### Lijst 5 Fortuyn en verlies van zetels
De LPF nam aan de Tweede Kamerverkiezingen 2006 deel onder de nieuwe aanduiding Lijst 5 Fortuyn. Eerder had de partij aangekondigd haar naam te willen wijzigen, omdat deze besmet is door ruzies uit het verleden. Olaf Stuger was de lijsttrekker voor de verkiezingen in november. Bij deze verkiezingen werd de partij echter weggevaagd; van de acht Tweede Kamerzetels bleef er niet één over. Vier maanden later, bij de Provinciale Statenverkiezingen 2007, verloor de partij ook al haar zetels in de Provinciale Staten waarin zij vertegenwoordigd was. Hierdoor verloor de partij ook haar enige zetel in de Eerste Kamer. Hierna werd de naam LPF wederom gehanteerd.

### Teloorgang
Op 5 mei 2007 sloot de LPF haar partijkantoor aan de Zonweg in Den Haag. Aangezien de partij niet meer vertegenwoordigd was in de landelijke en provinciale politiek, was het niet wenselijk om een duur kantoor aan te houden. De LPF was alleen nog vertegenwoordigd in de gemeenteraden van Westland, Eindhoven, Duiven, Den Haag en Spijkenisse.
In een algemene ledenvergadering op 21 juli 2007 stemde een krappe meerderheid van de aanwezigen voor het plan om de landelijke partijorganisatie op te heffen. Van de aanwezigen stemden 26 leden tegen en 29 vóór opheffing. Het hoofdbestuur kwam met dit plan omdat de LPF vanaf oktober 2007 geen subsidie meer zou ontvangen en daardoor vanzelf failliet zou gaan. Door middel van het opheffen van de landelijke organisatie kon de partij haar zaken nog enigszins netjes afronden en zouden er niet veel onbetaalde rekeningen over blijven. Het besluit tot opheffing moest binnen een maand door een nieuwe ledenvergadering met een meerderheid van twee derde van de aanwezige leden worden bekrachtigd.
De gemeentefracties waren verdeeld over dit plan. Het hoofdbestuur en de afdelingen Spijkenisse en Westland waren vóór het opheffen van de partij. De afdelingen Eindhoven, Duiven en Den Haag voerden echter een campagne om op de tweede algemene vergadering op 17 augustus 2007 de LPF juist een doorstart te laten maken. Een overleg tussen alle betrokkenen, vlak voor de tweede algemene vergadering, deed de meeste betrokkenen besluiten dat het opheffen van de landelijke organisatie het meest wenselijk zou zijn. Op 17 augustus 2007 waren er op de tweede algemene vergadering in Poeldijk van de 177 uitgebrachte stemmen 135 vóór opheffing. Het plan van het hoofdbestuur kreeg hiermee ruim de vereiste tweederdemeerderheid waardoor de landelijke partijorganisatie per 1 januari 2008 ontbonden werd. De LPF bestond vanaf die datum alleen nog als een lokale partij.
Ook na deze tweede ledenvergadering bleef er verdeeldheid over het besluit tot opheffing van de landelijke partijorganisatie. De afdelingen Duiven, Den Haag en Eindhoven wensten zich niet bij dit besluit neer te leggen. Zij beschuldigden het hoofdbestuur van manipulatie en wanbestuur door het niet bijhouden van de ledenadministratie, waardoor het aantal leden in een maand tijd ineens gehalveerd was en vele leden de toegang tot de tweede vergadering ontzegd was. Ook de locatie van deze vergadering, Poeldijk in de gemeente Westland, waarvan de afdeling mede-initiatiefnemer voor het plan tot opheffen was, werd discutabel gevonden.
Op 14 december 2007 wees de rechtbank van Rotterdam een zaak die aangespannen was door deze drie afdelingen om de opheffing ongedaan te maken af. De afdelingen tekenden hoger beroep aan en vroegen het gerechtshof van Den Haag de beslissing van opheffing alsnog terug te draaien. Ook de Jonge Fortuynisten, die niet waren opgeheven, steunden de lokale fracties. Op 24 februari 2009 heeft dit hof ook in hoger beroep geoordeeld dat de LPF opgeheven mocht worden.

### Lokale partijen
De LPF gemeentefracties, die aparte verenigingen los van de landelijke organisatie waren, besloten de termijn tot in 2010 afmaken en vervolgens te bepalen of ze nog onder de naam LPF de gemeenteraadsverkiezingen in zouden gaan. Daarnaast waren er nog enkele lokale afdelingen actief zonder vertegenwoordiger in de gemeenteraad, onder andere in Boornsterhem en Barneveld. De lokale fracties in Spijkenisse en Westland keken bij hun heroriëntatie ook naar aansluiting bij Trots op Nederland van Rita Verdonk. Zo zeiden de fractievoorzitters John Witkamp van de gemeente Westland en Chris Hottentot van de gemeente Spijkenisse dat ze de naar de bijeenkomst van Verdonk waren geweest.
Voor de gemeenteraadsverkiezingen in 2010 hebben verschillende lokale partijen gekozen voor een andere toekomst.
- LPF Westland behield de naam LPF maar deze stond nu voor Lokale Politieke Federatie (Westland).[12]
- LPF Den Haag is in september 2008 opgehouden te bestaan. De eenmansfractie van Willem van der Velden is doorgegaan als onafhankelijke fractie, Groep Van der Velden en heeft voor de verkiezingen aansluiting gezocht bij ONS Den Haag.[13] Van der Velden was in 2013 betrokken bij de oprichting van Groep de Mos.
- LPF Spijkenisse behield de naam LPF, maar deze stond nu voor Lokale Politieke Federatie (Spijkenisse)
- LPF Duiven bestond tot 2010 onder aanvoering van Anton Reebergen. In 2010 werd de LPF omgedoopt tot PRO Duiven.

Alleen in Eindhoven bestaat anno 2018 nog een Lijst Pim Fortuyn. Bij de gemeenteraadsverkiezingen van 2010 kreeg de LPF Eindhoven twee zetels onder leiding van Rudy Reker. Vier jaar later halveerde dit aantal tot een. In 2018 ging het weer beter: de partij haalde twee zetels. Sinds 2022 zitten er weer in 2 steden een Lijst Pim Fortuyn in de gemeenteraad, in Eindhoven zakte de LPF terug naar 1 zetel en in Breda trad de LPF Breda toe met 1 zetel.

## Volksvertegenwoordiging

### Tweede Kamer
| Verkiezingsjaar | Aantal stemmen | % van de stemmers | Aantal behaalde zetels |
| --------------- | -------------- | ----------------- | ---------------------- |
| 2002            | 1.614.801      | 17%               | 26 / 150               |
| 2003            | 549.975        | 5,6%              | 8 / 150                |
| 2006            | 20.956         | 0,2%              | 0 / 150                |

### Eerste Kamer
| Verkiezingsjaar | Aantal stemmen | % van de stemmers | Aantal behaalde zetels |
| --------------- | -------------- | ----------------- | ---------------------- |
| 2003            | 4.124          | 2,6%              | 1 / 75                 |

### Europees Parlement
| Verkiezingsjaar | Aantal stemmen | % van de stemmers | Aantal behaalde zetels |
| --------------- | -------------- | ----------------- | ---------------------- |
| 2004            | 121.509        | 2,55%             | 0 / 27                 |

### Provincies
| Provincie     | Zetels 2003 |
| ------------- | ----------- |
| Groningen     | 0 van 55    |
| Friesland     | 1 van 55    |
| Drenthe       | 1 van 51    |
| Overijssel    | 1 van 63    |
| Flevoland     | 2 van 47    |
| Gelderland    | 1 van 75    |
| Utrecht       | 1 van 63    |
| Noord-Holland | 2 van 83    |
| Zuid-Holland  | 4 van 83    |
| Zeeland       | 1 van 47    |
| Noord-Brabant | 2 van 79    |
| Limburg       | 1 van 63    |
| Nederland     | 17 van 764  |

## Leden
| Jaar           | Aantal leden |
| -------------- | ------------ |
| 1 januari 2003 | 4100         |
| 1 januari 2004 | 4000         |
| 1 januari 2005 | 2111         |
| 1 januari 2006 | 1274         |

Bron: LPF - ledenaantallen 